# Laukaa
Laukaa est une municipalité du centre-ouest de la Finlande, dans la région de Finlande-Centrale.

## Géographie
La municipalité appartient à la banlieue nord et est de Jyväskylä. Le centre administratif se situe à 22 km du centre-ville, mais plusieurs quartiers d'habitation en sont plus proches et forment de petites unités urbaines autonomes (en particulier Lievestuore, Leppävesi et Vihtavuori).
Les lacs sont omniprésents, occupant 21 % du territoire.
Ses lacs les plus étendus sont le Leppävesi, le Lievestuoreenjärvi, le Kynsivesi–Leivonvesi et le Kuusvesi.
La forêt occupe une large majorité des terres émergées.
Laukaa connaît une nette croissance de sa population, autour de 1 % annuel. Dans le cadre de son développement urbain elle a accueilli Asuntomessut en 2003.
La commune est limitrophe des municipalités de Konnevesi au nord-est, Hankasalmi à l'est, Toivakka au sud, Jyväskylän maalaiskunta au sud-ouest, Uurainen à l'ouest, Äänekoski au nord-ouest, et enfin Suolahti et Sumiainen au nord.

## Démographie
Depuis 1980, la démographie de Laukka a évolué comme suit, :
| Année      | 1980   | 1985   | 1990   | 1995   | 2000   | 2005   |
| ---------- | ------ | ------ | ------ | ------ | ------ | ------ |
| population | 13 676 | 14 710 | 15 730 | 16 352 | 16 548 | 17 193 |

| Année      | 2010   | 2015   | 2020   |
| ---------- | ------ | ------ | ------ |
| population | 18 142 | 18 865 | 18 886 |

## Transports

### Transports ferroviaires
Laukka est desservie par la gare de Lievestuore de la ligne Jyväskylä–Pieksämäki.
Depuis 1987, la Voie ferrée Jyväskylä–Haapajärvi est utilisée par les trains de marchandises.

### Transports routiers
Les liaisons routières les plus importantes vers Laukaa sont la route nationale 4 menant de Jyväskylä à Oulu, la route nationale 9 de Jyväskylä à Kuopio, la route nationale 13 de Jyväskylä à Mikkeli et la  route nationale 23 allant de Jyväskylä à Joensuu, via Pieksämäki et Varkaus.
Laukkaa est aussi traversée par la route régionale 637 de Jyväskylä à Suolahti.
La route principale 69 entre Äänekoski et Suonenjoki passe également par la municipalité de Laukaa.

### Transports aériens
L'aéroport de Jyväskylä est à Tikkakoski à proximité de Laukka.

## Jumelages
| Ville | Ville              | Pays | Pays     |
| ----- | ------------------ | ---- | -------- |
|       | Commune de Rõngu   |      | Estonie  |
|       | Modum              |      | Norvège  |
|       | Pereslavl-Zalesski |      | Russie   |
|       | Stevns             |      | Danemark |
|       | Östra Göinge       |      | Suède    |

## Personnalités
C'est la commune de naissance du pilote de rallye Juha Kankkunen (quatre fois champion du monde) et du fondateur du parti communiste finlandais Otto Wille Kuusinen.
- Vihtori Vesterinen, député

## Galerie

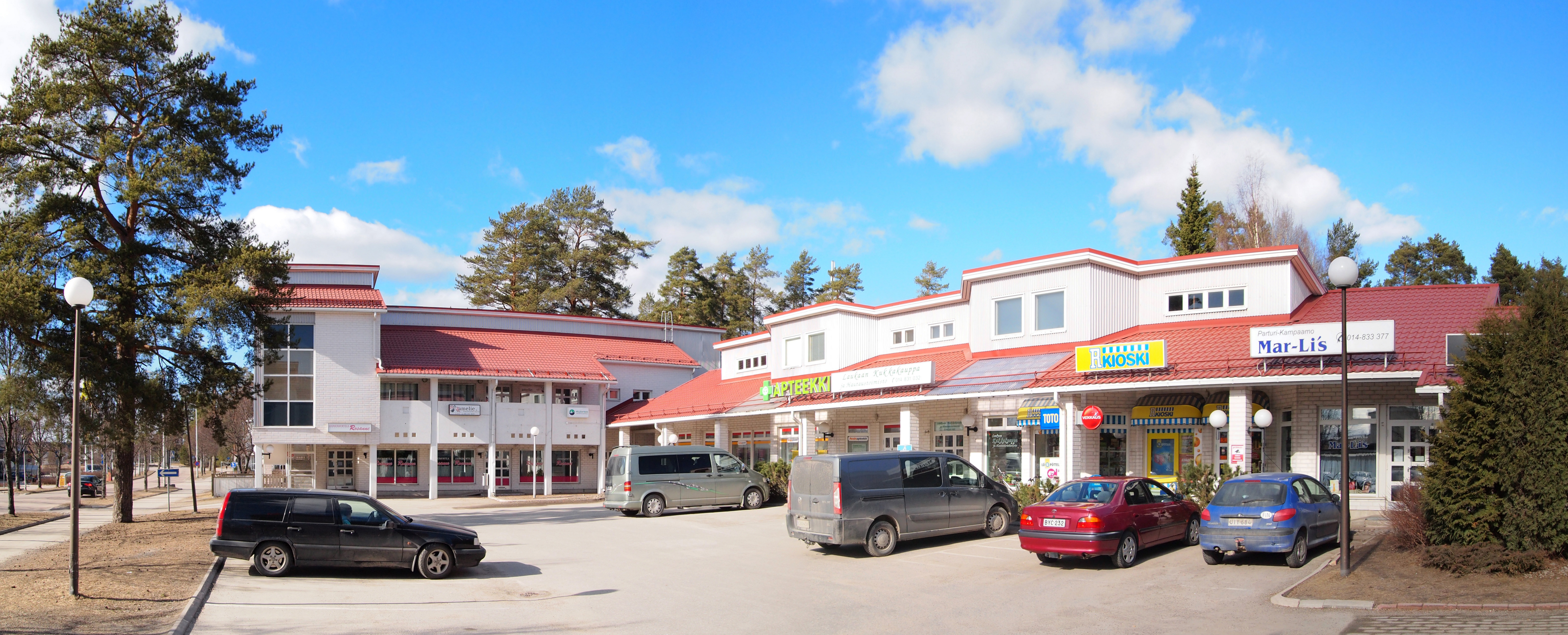
Centre de Laukaa.
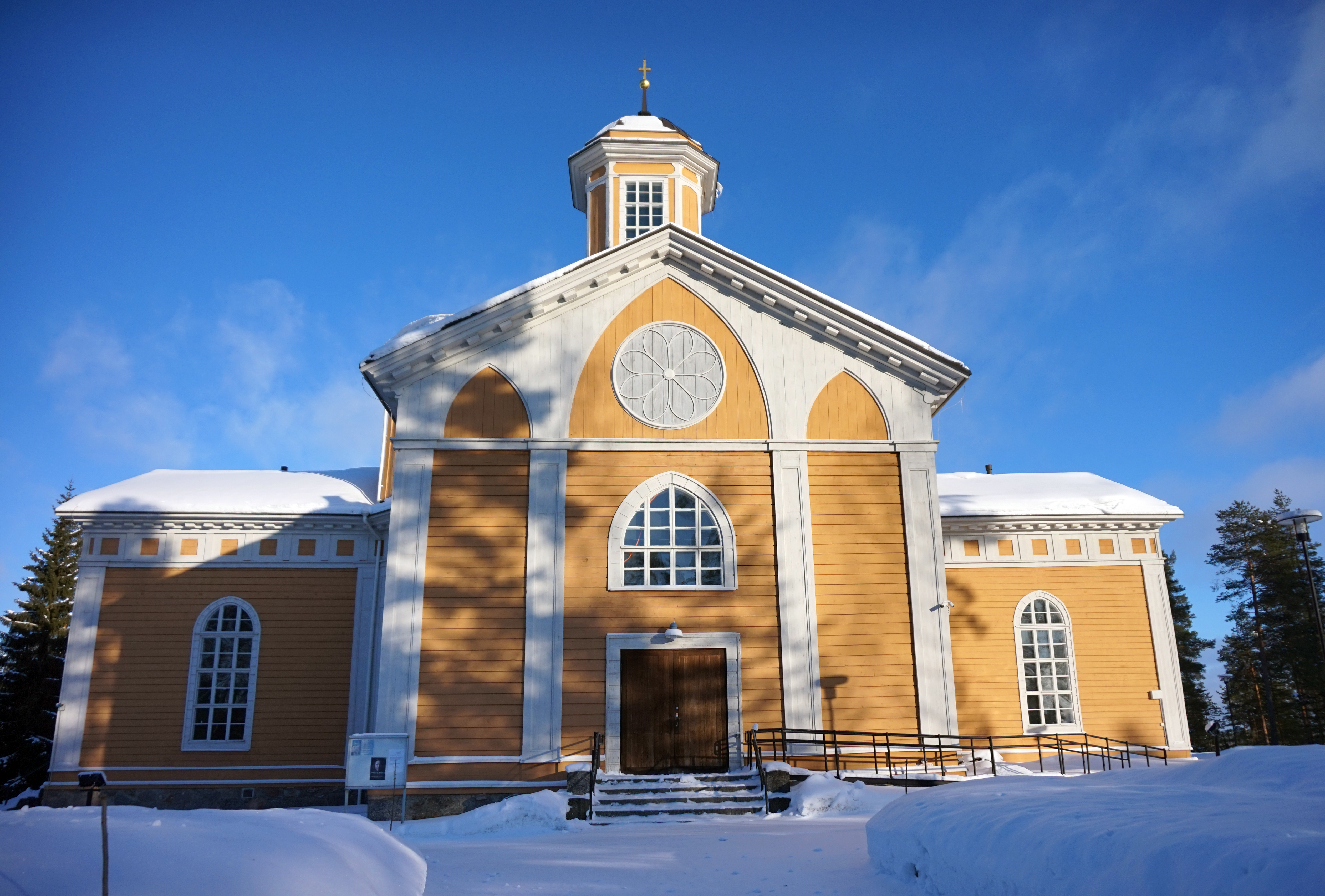
Église de Laukkaa.
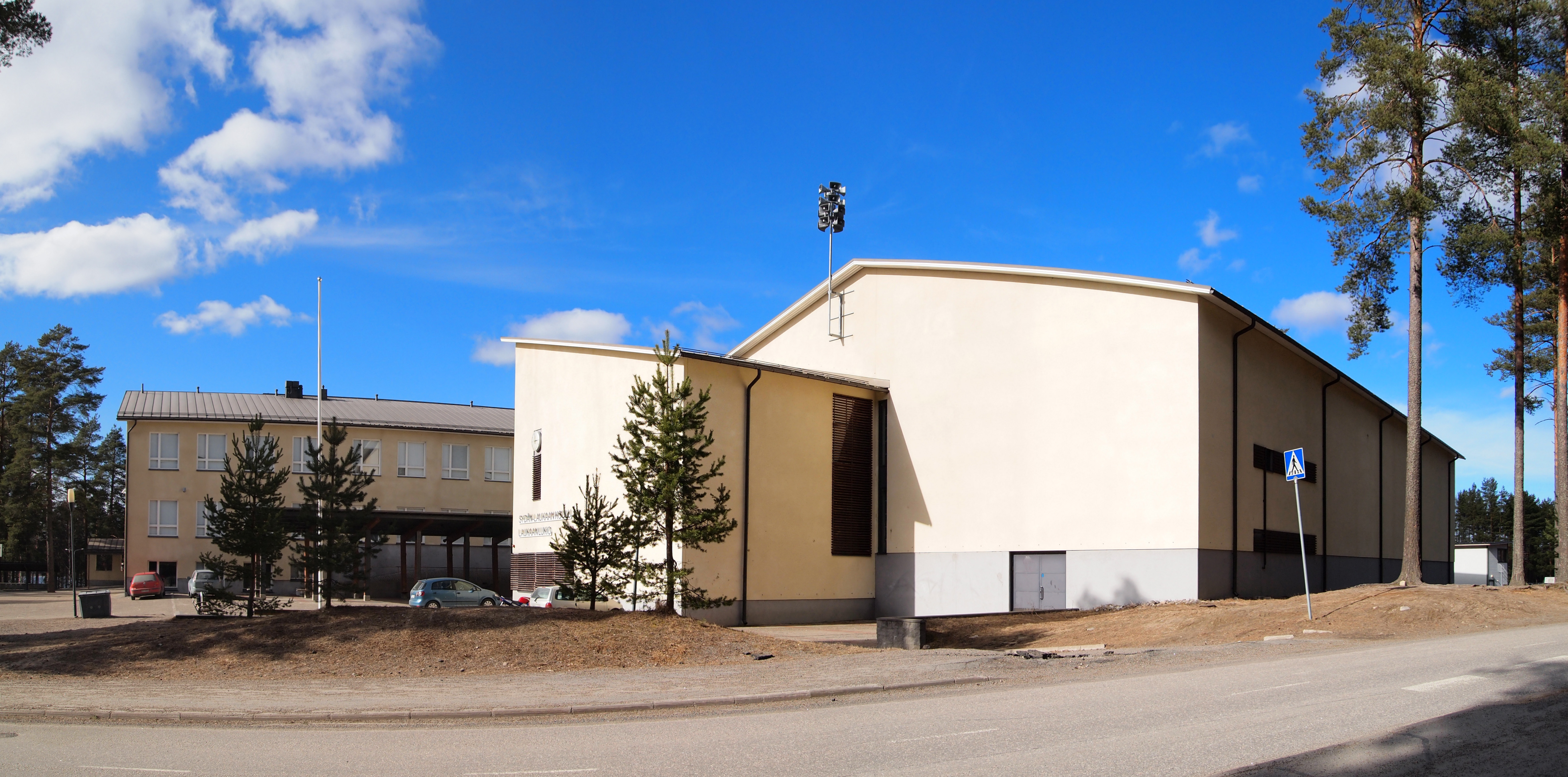
École de Sydän-Laukaa.
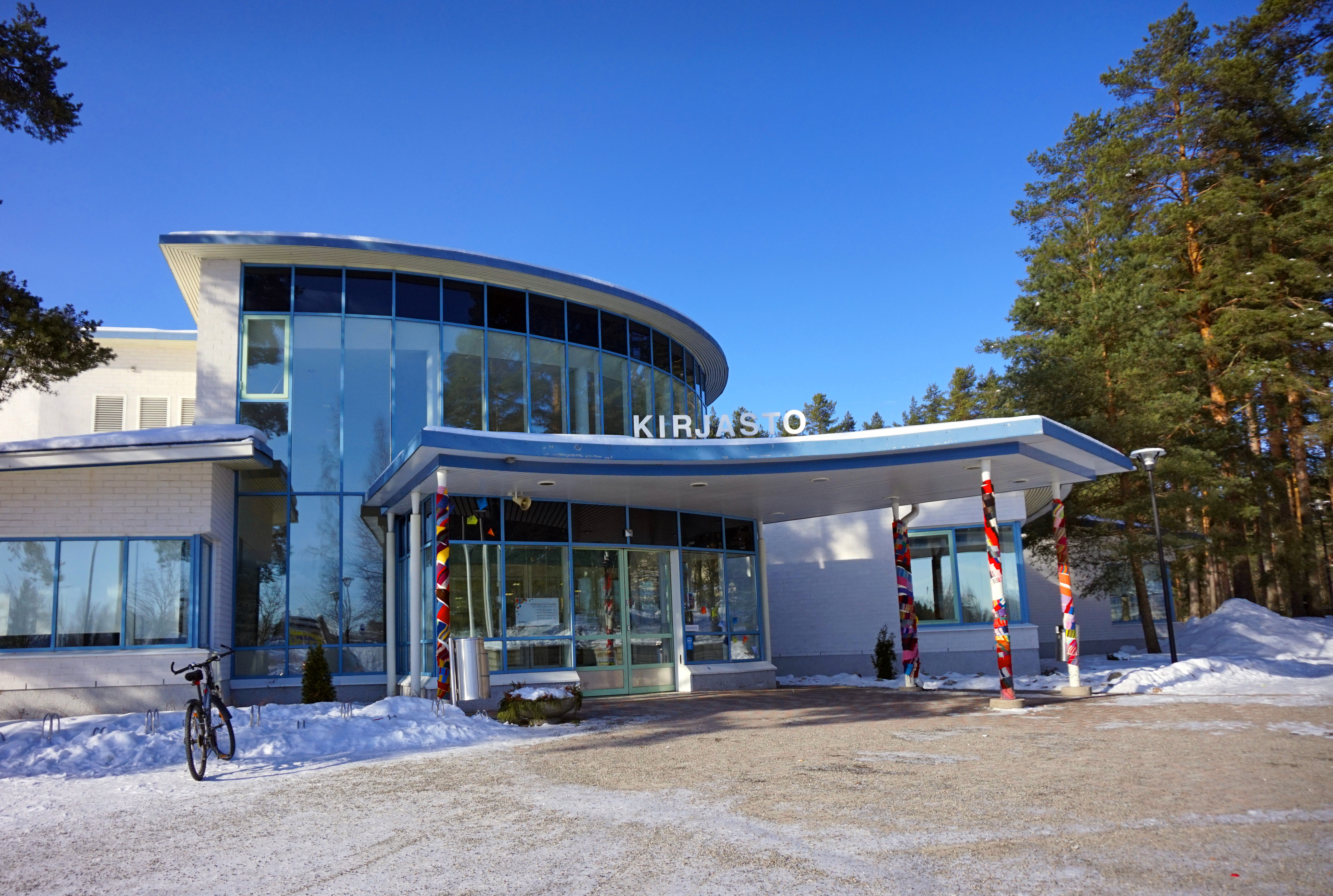
Bibliothèque de Laukaa.
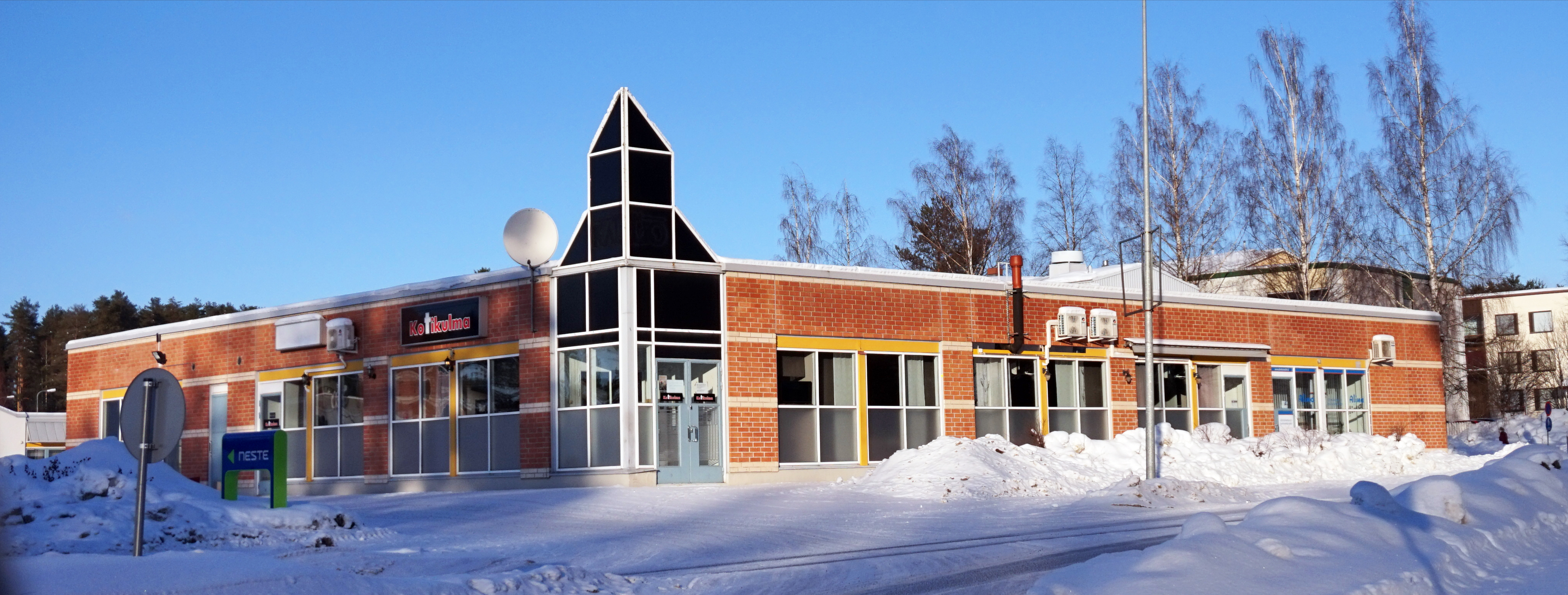
Kotikulma.
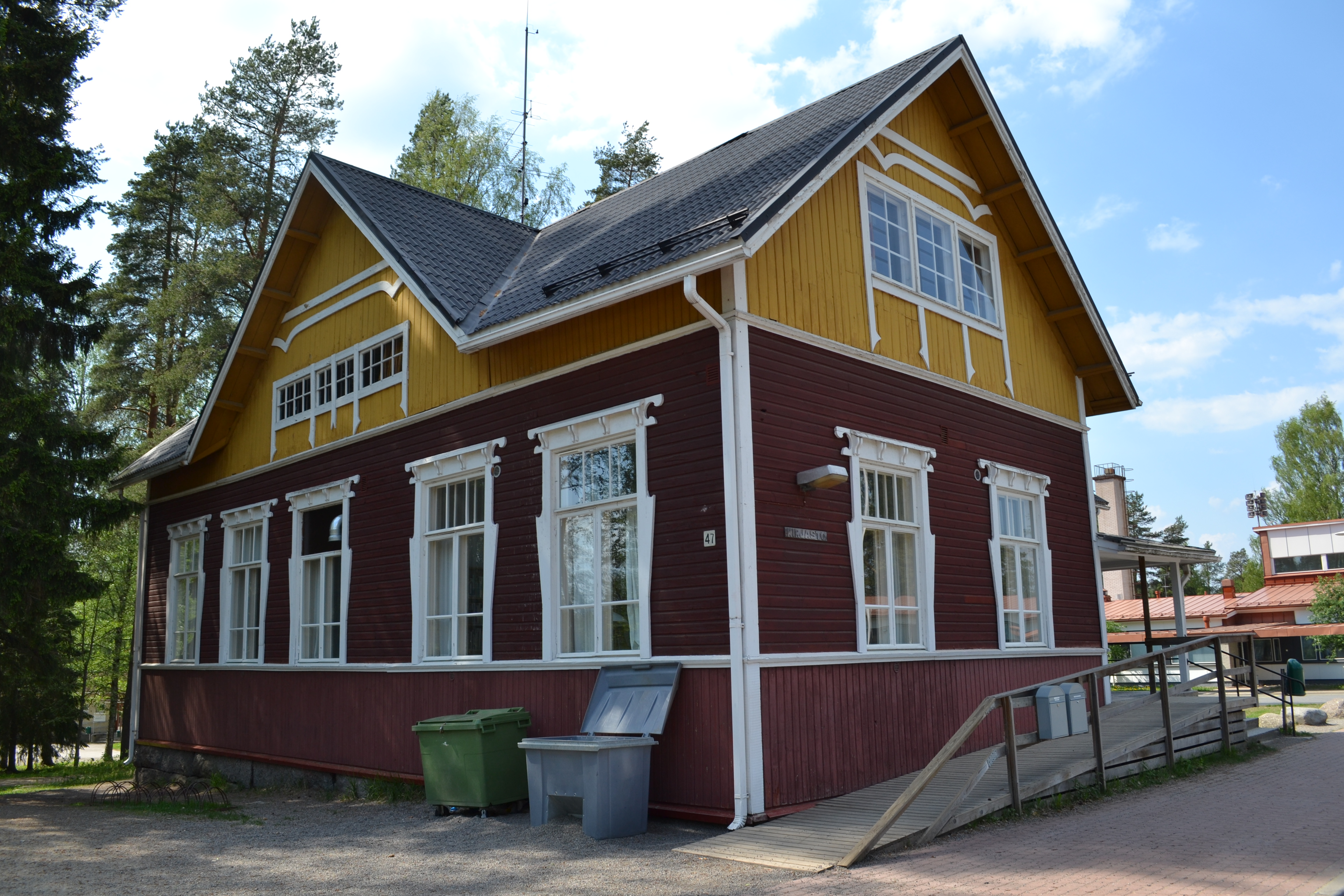
Bibliothèque de Lievestuore.